# Distrito de Sopron
El distrito de Sopron (húngaro: Soproni járás) es un distrito húngaro perteneciente al condado de Győr-Moson-Sopron.
En 2013 tiene 103 033 habitantes. Su capital es Sopron.

## Municipios
El distrito tiene 3 ciudades (en negrita), una de ellas con estatus de ciudad de derecho condal (la capital Sopron), un pueblo mayor (en cursiva) y 35 pueblos
(población a 1 de enero de 2012):
- Agyagosszergény (882)
- Ágfalva (2178)
- Csapod (523)
- Csáfordjánosfa (209)
- Csér (33)
- Ebergőc (157)
- Egyházasfalu (838)
- Fertőboz (258)
- Fertőd (3461)
- Fertőendréd (589)
- Fertőhomok (638)
- Fertőrákos (2144)
- Fertőszentmiklós (3891)
- Fertőszéplak (1318)
- Gyalóka (63)
- Harka (1919)
- Hegykő (1405)
- Hidegség (383)
- Iván (1269)
- Kópháza (2096)
- Lövő (1443)
- Nagycenk (1957)
- Nagylózs (1041)
- Nemeskér (213)
- Pereszteg (1405)
- Petőháza (1058)
- Pinnye (321)
- Pusztacsalád (246)
- Répcevis (334)
- Röjtökmuzsaj (445)
- Sarród (1175)
- Sopron (61 390) – la capital
- Sopronhorpács (824)
- Sopronkövesd (1188)
- Szakony (400)
- Und (315)
- Újkér (977)
- Völcsej (387)
- Zsira (782)